# Stefanie Stemmer (sciatrice)
Stefanie Stemmer detta Steffi (17 febbraio 1981) è un'ex sciatrice alpina tedesca.

## Biografia
Originaria di Sankt Quirin di Gmund am Tegernsee e attiva in gare FIS dal dicembre del 1996, la Stemmer esordì in Coppa Europa il 14 febbraio 1998 a  Missen in slalom speciale, senza completare la prova. In Coppa del Mondo debuttò il 19 gennaio 2003 a Cortina d'Ampezzo in slalom gigante, senza completare la prova, ottenne il miglior piazzamento il 21 gennaio 2006 a Sankt Moritz in discesa libera (27ª) e prese per l'ultima volta il via il 21 gennaio 2007 a Cortina d'Ampezzo nella medesima specialità, sua ultima gara in carriera, senza completare la prova. Non prese parte a rassegne olimpiche o iridate.

## Palmarès

### Coppa del Mondo
- Miglior piazzamento in classifica generale: 110ª nel 2006

### Coppa Europa
- Miglior piazzamento in classifica generale: 44ª nel 2003

### South American Cup
- Miglior piazzamento in classifica generale: 23ª nel 2005
- 1 podio:
  - 1 terzo posto

### Campionati tedeschi
- 1 medaglia:
  - 1 oro (discesa libera nel 2003)